# Diócesis de Gliwice
La diócesis de Gliwice (en latín: Dioecesis Glivicensis y en polaco: Diecezja gliwicka) es una circunscripción eclesiástica de la Iglesia católica en Polonia. Se trata de una diócesis latina, sufragánea de la arquidiócesis de Katowice. Desde el 28 de enero de 2023 su obispo es Sławomir Oder.

## Territorio y organización

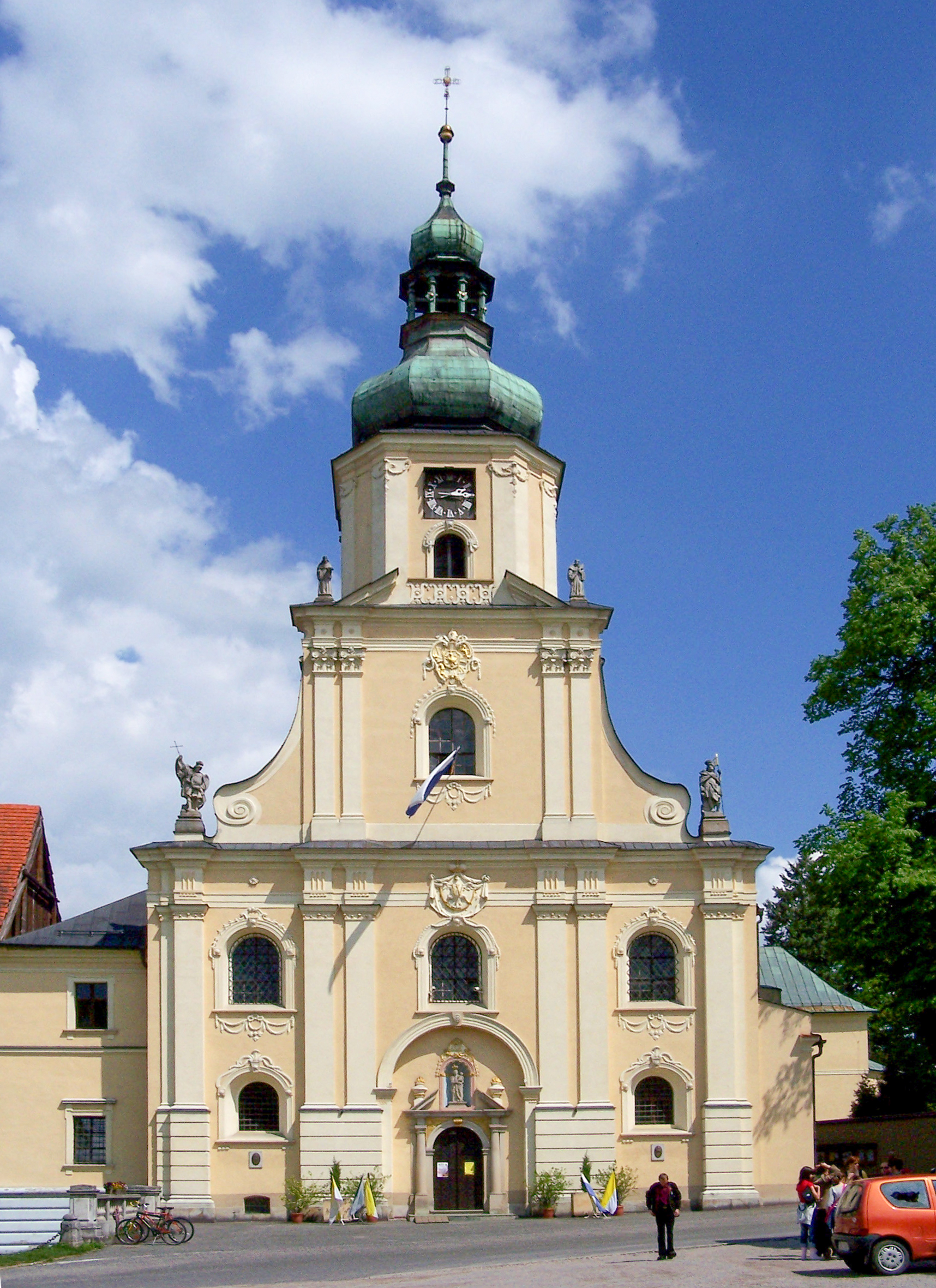
Basílica de la Asunción de la Santísima Virgen María, en Rudy

La diócesis tiene 2250 km² y extiende su jurisdicción sobre los fieles católicos de rito latino residentes en la parte occidental del voivodato de Silesia
La sede de la diócesis se encuentra en la ciudad de Gliwice, en donde se halla la Catedral de San Pedro y San Pablo. En Rudy, en el municipio de Kuźnia Raciborska, se encuentra la basílica de la Asunción de la Santísima Virgen María.
En 2023 en la diócesis existían 156 parroquias agrupadas en 18 decanatos.

## Historia
La diócesis de Gliwice fue erigida el 25 de marzo de 1992 como parte de la reorganización de las diócesis polacas deseada por el papa Juan Pablo II con la bula Totus Tuus Poloniae populus. Su territorio se obtuvo de las diócesis de Częstochowa, de Katowice (ambas elevadas al mismo tiempo al rango de arquidiócesis metropolitana) y de Opole.
El 7 de octubre de 1993, con la carta apostólica Christifideles dioecesis, el papa Juan Pablo II confirmó como patronos principales de la diócesis a los santos Pedro y Pablo, y como patronos secundarios a santa Ana y la Santísima Virgen María, invocada con el título de Mater caritatis et iustitiae socialis.

## Estadísticas
Según el Anuario Pontificio 2024 la diócesis tenía a fines de 2023 un total de 585 700 fieles bautizados.
| Año                                                                             | Población            | Población | Población      | Sacerdotes | Sacerdotes    | Sacerdotes    | Bautizados por sacerdote | Diáconos permanentes | Religiosos | Religiosos | Parroquias |
| Año                                                                             | Bautizados católicos | Total     | % de católicos | Total      | Clero secular | Clero regular | Bautizados por sacerdote | Diáconos permanentes | Varones    | Mujeres    | Parroquias |
| ------------------------------------------------------------------------------- | -------------------- | --------- | -------------- | ---------- | ------------- | ------------- | ------------------------ | -------------------- | ---------- | ---------- | ---------- |
| 1999                                                                            | 691 000              | 765 000   | 90.3           | 445        | 297           | 148           | 1552                     |                      | 172        | 310        | 149        |
| 2000                                                                            | 694 000              | 765 000   | 90.7           | 459        | 300           | 159           | 1511                     |                      | 184        | 300        | 149        |
| 2001                                                                            | 690 950              | 762 050   | 90.7           | 473        | 308           | 165           | 1460                     |                      | 186        | 245        | 150        |
| 2002                                                                            | 690 000              | 761 900   | 90.6           | 452        | 310           | 142           | 1526                     |                      | 164        | 229        | 152        |
| 2003                                                                            | 681 000              | 749 800   | 90.8           | 464        | 318           | 146           | 1467                     |                      | 169        | 208        | 152        |
| 2004                                                                            | 667 796              | 731 933   | 91.2           | 442        | 303           | 139           | 1510                     |                      | 161        | 237        | 153        |
| 2006                                                                            | 662 092              | 727 492   | 91.0           | 465        | 312           | 153           | 1423                     | 1                    | 175        | 240        | 154        |
| 2013                                                                            | 642 562              | 708 504   | 90.7           | 489        | 352           | 137           | 1314                     |                      | 156        | 208        | 155        |
| 2016                                                                            | 621 000              | 690 349   | 90.0           | 495        | 346           | 149           | 1254                     | 1                    | 171        | 180        | 156        |
| 2019                                                                            | 586 876              | 661 731   | 88.7           | 487        | 342           | 145           | 1205                     | 2                    | 171        | 170        | 156        |
| 2021                                                                            | 587 763              | 658 377   | 89.3           | 504        | 348           | 156           | 1166                     | 1                    | 182        | 170        | 156        |
| 2023                                                                            | 585 700              | 656 066   | 89.3           | 478        | 336           | 142           | 1225                     | 2                    | 166        | 160        | 156        |
| Fuente: Catholic-Hierarchy, que a su vez toma los datos del Anuario Pontificio. |                      |           |                |            |               |               |                          |                      |            |            |            |

## Episcopologio

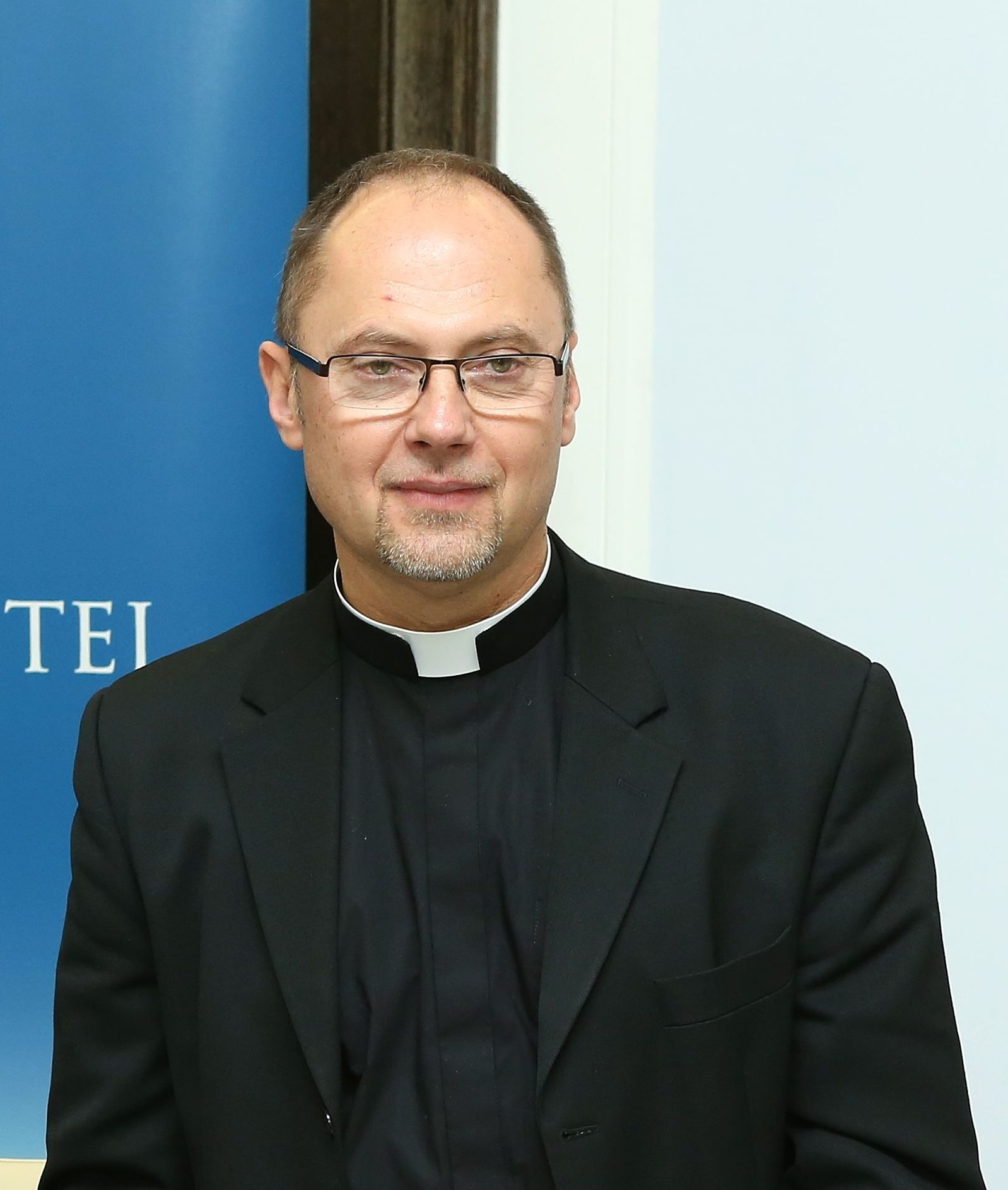
Sławomir Oder, obispo de Gliwice desde 2023

- Jan Walenty Wieczorek (25 de marzo de 1992-29 de diciembre de 2011 retirado)
- Jan Kopiec (29 de diciembre 2011-28 de enero de 2023 retirado)
- Sławomir Oder, desde el 28 de enero de 2023